# ابن وكيع التنيسي
أبو محمد الحسن بن علي بن أحمد بن محمد بن خلف بن حيان بن صدقة بن زياد الضبي التِّنِّسي (؟ - 23 جمادى الأول 393هـ/ 30 أبريل 1003م) هو كاتب وشاعر وأديب عربي عاش في العصر العباسي.

## سيرته
ولِدَ الحسن بن علي بن أحمد في مدينة تنِّيس، وهي بلدة قرابة دمياط في مصر، ولا يُعرَف تاريخ ميلاده، وتعود أصول عائلته إلى بغداد، وينتسب إلى قبيلة ضبَّة. وفي تنيس نشأ الحسن في أسرةٍ ميسورة الحال مشهورة بالعلم، وكان جدُّه محمد كاتباً معروفاً في بغداد وشغل منصباً إدارياً في الأهواز اشتهر بلقب الوكيع، ونسبةً إلى جدِّه اكتسب الحسن شهرته بابن الوكيع. عاش ابن الوكيع حياةَ بذخٍ في تنيس، ولم يلتفت إلى مهنة يشتغل بها، واكتفى باللهو والعبث، ومال إلى المجون واتخذه سبيلاً في الحياة يدافع عنه في أشعاره. اشتهر ابن الوكيع شاعراً، إلا أنَّه كان كاتباً أيضاً، وألَّف كتاباً يُبيِّن فيه سرقات المتنبي. تشير الروايات إلى عجمة في لسانه. تُوفِّي ابن الوكيع في الثالث والعشرين من جمادى الأول سنة 393هـ.

## شعره
ابن وكيع شاعر مُكثِر، وله ديوان شعرٍ ذكره ابن خلكان وعبد القادر البغدادي، غير أنَّ جزءاً ضخماً من ديوانه مفقود. وتناول ابن وكيع في شعره الوصف والغزل والمجون والخمريات، وله قصائد في الحكمة، ومن أشهر أعماله قصيدة مزدوجة استحسنها النُّقاد. في العصر الحديث اعتنى بشعره حسين نصار ونُشِر ديوان بتحقيقه في 1953 تحت عنوان «ابن وكيع شاعر الزهر والخمر»، واستدرك عليه هلال ناجي في مجلة «المورد» في عددها الصادر في 1973.

## مؤلفاته
تُنسَب إليه المؤلفات التالية:
- ديوان شعر (مطبوع).
- «المُنصِف في نقد شعر المتنبي» (مطبوع، يُبَيِّن فيه سرقات المُتنبِّي، الكتاب لم يلقَ استحسان النُّقاد المعاصرين له، ورأوا فيه تجاوزاً في حقِّ المتنبِّي، وردَّ عليه ابن جني بكتاب يُبطل فيه دعاويه تحت مُسمَّى «النقض على ابن وكيع في شعر المتنبي وتخطئته»).
- «النزهة في الإخوان» (مخطوط، من أشهر مؤلفاته).

## وصلات خارجية
- ابن وكيع التنيسي، صفحة الشاعر في المكتية الشاملة.